# Brunembert
Brunembert (flämisch: Bruinenberg) ist eine französische Gemeinde mit 394 Einwohnern (Stand: 1. Januar 2022) im Département Pas-de-Calais in der Region Hauts-de-France (vor 2016 Nord-Pas-de-Calais). Sie gehört zum Arrondissement Boulogne-sur-Mer und zum Kanton Desvres.

## Geographie
Die Gemeinde Brunembert liegt am Fluss Liane im Regionalen Naturpark Caps et Marais d’Opale, etwa 19 Kilometer ostsüdöstlich von Boulogne-sur-Mer. Nachbargemeinden von Brunembert sind Longueville im Norden, Surques im Nordosten, Escœuilles im Osten, Quesques im Osten und Südosten, Selles im Süden, Bournonville im Süden und Südwesten sowie Henneveux im Nordwesten.

## Bevölkerungsentwicklung
| Jahr                       | 1962 | 1968 | 1975 | 1982 | 1990 | 1999 | 2006 | 2013 | 2022 |
| Einwohner                  | 301  | 307  | 298  | 272  | 255  | 282  | 349  | 402  | 401  |
| Quellen: Cassini und INSEE |      |      |      |      |      |      |      |      |      |

## Sehenswürdigkeiten
- Kirche Saint-Nicolas aus dem 15. Jahrhundert, seit 1926 Monument historique
- Wassermühle
- Burgreste

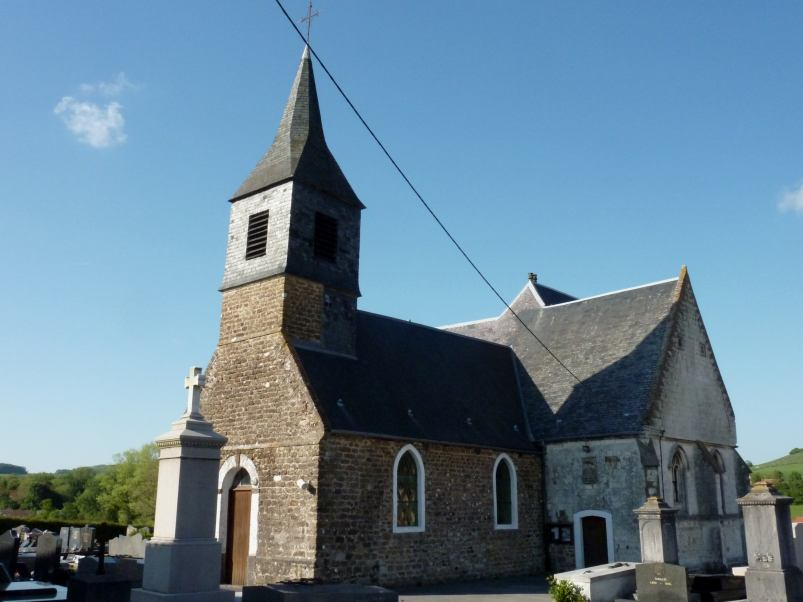
Kirche Saint-Nicolas
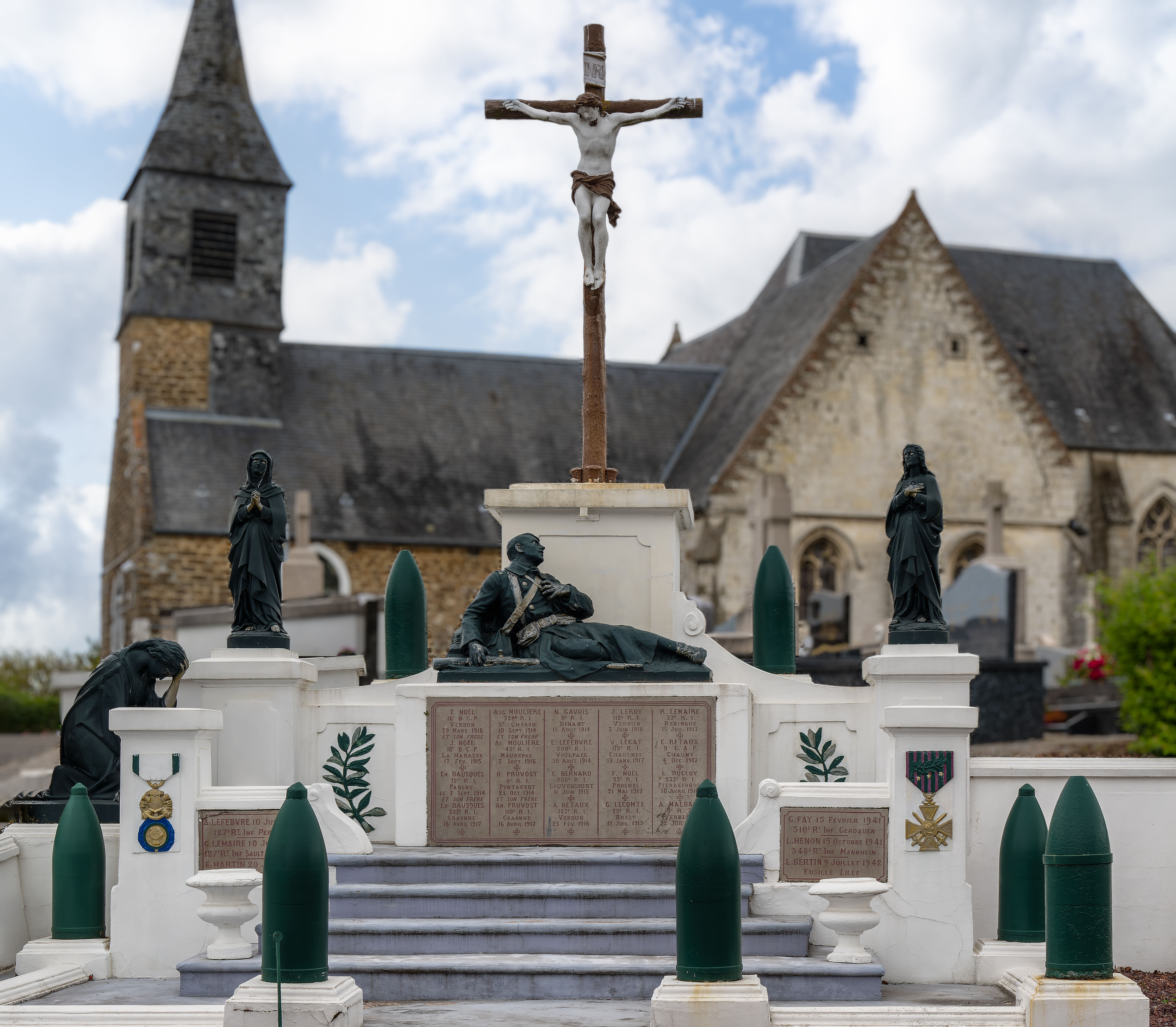
Gefallenendenkmal